# 비추력
비추력은 로켓 엔진과 같은 추진제 사용하는 로켓이나 연료 사용하는 제트 엔진과 같은 반응 질량 엔진이 추력을 얼마나 효율적으로 생성하는지를 측정하는 척도이다. 일반적으로 이는 추진제 질량당 충격량, 즉 운동량 변화의 비율이다. 이는 "질량 유량당 추력"과 동일하다. 결과 단위는 속도와 동일하다. 엔진이 일정한 배기 속도 {\displaystyle v_{e}}로 질량을 배출하는 경우 추력은 {\displaystyle \mathbf {T} =v_{e}{\frac {\mathrm {d} m}{\mathrm {d} t}}}이 된다. 시간에 따라 통합하여 총 운동량 변화를 얻은 다음 질량으로 나누면 비추력이 배기 속도 {\displaystyle v_{e}}와 같다는 것을 알 수 있다. 실제로 비추력은 로켓의 비효율성으로 인해 실제 물리적 배기 속도보다 낮은 경우가 많으며, 따라서 "유효" 배기 속도에 해당한다.
즉, 속도 단위의 비추력 {\displaystyle I_{\mathrm {sp} }}은 다음과 같이 정의된다.
{\displaystyle \mathbf {T_{\mathrm {avg} }} =I_{\mathrm {sp} }{\frac {\mathrm {d} m}{\mathrm {d} t}}},
여기서 {\displaystyle \mathbf {T_{\mathrm {avg} }} }는 평균 추력이다.
측정값의 실제적인 의미는 엔진 유형에 따라 다르다. 자동차 엔진은 연료를 소비하고 주변 공기를 흡입하여 연료를 연소시키며 (타이어를 통해) 지면과 반응한다. 이 경우 유일하게 합리적인 해석은 연소된 연료당 운동량이다. 반대로 화학 로켓 엔진은 모든 연소 재료와 반응 질량을 탑재하므로 유일한 실제적인 측정값은 반응 질량당 운동량이다. 비행기 엔진은 엔진을 통과하는 공기 흐름에만 반응하지만, 이 반응 질량 (및 연소 재료)의 일부는 탑재하는 대신 흡입하기 때문에 중간에 있다. 따라서 "비추력"은 로켓처럼 "반응 질량당" 또는 자동차처럼 "연소된 연료당"을 의미할 수 있다. 후자가 전통적이고 일반적인 선택이다. 요약하자면, 비추력은 다른 유형의 엔진 간에 실제로 비교할 수 없다.
어떤 경우든 비추력은 효율성 척도로 간주될 수 있다. 자동차와 비행기에서는 일반적으로 연료 소비량에 해당하며, 로켓 공학에서는 달성 가능한 델타 V에 해당한다. 이는 치올콥스키 로켓 방정식을 통해 궤도 간 변화를 측정하는 일반적인 방법이다.
{\displaystyle \Delta v=I_{\mathrm {sp} }\ln \left({\frac {m_{0}}{m_{f}}}\right)}
여기서 {\displaystyle I_{\mathrm {sp} }}는 속도 단위로 측정된 비추력이고 {\displaystyle m_{0},m_{f}}는 로켓의 초기 및 최종 질량이다.

## 추진 시스템

### 로켓
모든 화학 로켓 엔진의 경우 운동량 전달 효율은 로켓 노즐의 효율성에 크게 의존한다. 노즐은 반응물 에너지(예: 열 또는 압력 에너지)를 모두 동일한 방향으로 향하는 운동량 흐름으로 변환하는 주요 수단이다. 따라서 노즐의 모양과 효율성은 반응 질량에서 로켓으로의 총 운동량 전달에 큰 영향을 미친다.
입력 에너지를 반응물 에너지로 변환하는 효율성도 중요하다. 연소 엔진의 열 에너지든 이온 기관의 전기 에너지든, 이러한 에너지를 외부 운동량으로 변환하는 데 관련된 공학은 비추력에 큰 영향을 미칠 수 있다. 비추력은 다시 달성 가능한 델타 V (로켓 방정식을 통해)와 주어진 질량 분율에서 달성 가능한 관련 궤도에 영향을 미친다. 즉, 더 높은 비추력은 특정 델타 V를 부여한 후 질량의 더 큰 부분을 페이로드로 전달할 수 있게 한다. 질량 분율과 비추력 간의 균형을 최적화하는 것은 로켓 공학의 근본적인 공학적 과제 중 하나이다.
비추력은 속도와 동일한 단위를 가지고 있지만, 실제 물리적 속도에 거의 해당하지 않는다. 화학 로켓과 냉가스 로켓에서는 로켓 노즐의 모양이 에너지-운동량 변환에 큰 영향을 미치며, 결코 완벽하지 않고, 다른 손실 및 비효율성의 원인(예: 그러한 엔진의 연소 세부 사항)이 있다. 따라서 물리적 배기 속도는 "유효 배기 속도", 즉 비추력에서 제안하는 "속도"보다 높다. 어떤 경우든, 교환된 운동량과 그것을 생성하는 데 사용된 질량은 물리적으로 실제 측정값이다. 일반적으로 로켓 노즐은 주변 압력이 낮을 때 더 잘 작동한다. 즉, 대기 중보다 우주에서 더 잘 작동한다. 이온 기관은 노즐 없이 작동하지만, 전달되는 운동량이 물리적 배기 속도보다 낮은 다른 손실 원인이 있다.
비추력을 두 숫자의 곱으로 표현하는 것이 일반적이다. 연소실 성능을 속도 단위로 요약하는 특성 속도와 노즐 성능을 요약하는 무차원량인 추력 계수이다. 추가적인 요소 {\displaystyle g_{0}}은 단순히 단위 변환이다.
{\displaystyle I_{sp}={\frac {c^{*}C_{F}}{g_{0}}}}

#### 초 단위
로켓 공학은 전통적으로 "기괴한" 단위 선택을 사용한다. 질량당 운동량이나 속도를 사용하는 대신 로켓 산업은 일반적으로 표준 참조 가속도, 즉 표준 중력 g0로 나누어 속도 단위를 시간 단위로 변환한다. 이는 초기 로켓 공학에서 널리 사용되었던 (그리고 여전히 상당 부분 사용되는) 제국 단위계의 역사적 특성이다. 제대로 작성된 비추력은 원래 다음과 같이 정의되었다.
{\displaystyle {\frac {\text{engine thrust}}{\text{propellant weight flowrate}}}={\Bigl (}{\frac {\text{lbf}}{\text{lbm/s}}}{\Bigr )}=s{\Bigl (}{\frac {\text{lbf}}{\text{lbm}}}{\Bigr )}=s{\Bigl (}g_{0}{\Bigr )}}
이는 유효 배기 속도보다 테스트 스탠드에서 직접 측정하기가 훨씬 쉽다(예: 로드셀 및 질량 유량계 사용). 더 직접적인 관계를 사용하는 N과 kg의 SI 시스템과 달리, 파운드힘 lbf와 파운드 질량 lbm 간의 일대일 대응은 표준 지구 중력에서만 작동하므로 최종 방정식에 g0가 나타난다. 슬러그를 파운드 질량 대신 사용했다면 더 차원적으로 일관성이 있었을 것이며, 비추력을 피트/초로 표현했을 것이다. 그러나 일반적으로 lbm은 훨씬 더 일반적인 단위였고, 유량계, 탱크 등은 추진제 질량을 이 단위로 표현했을 것이다. 비추력은 말 그대로 다른 단위계로 표현된 배기 속도이다.
물리적으로는 로켓 엔진이 엔진 추력과 같은 무게의 추진제를 공급받았을 때 추력을 발생시킬 수 있는 시간량이다. 즉, 초 단위로 비추력 {\displaystyle I_{\mathrm {sp} }}은 다음과 같이 정의된다.
{\displaystyle \mathbf {T_{\mathrm {avg} }} =I_{\mathrm {sp} }g_{0}{\frac {\mathrm {d} m}{\mathrm {d} t}}}
여기서 {\displaystyle \mathbf {T_{\mathrm {avg} }} }는 평균 추력이고 {\displaystyle g_{0}}는 표준 중력이다.

### 자동차
자동차 산업에서는 비추력을 거의 사용하지 않지만, 이 측정값은 정의될 수 있으며 다른 엔진 유형과 좋은 대비를 이룬다. 자동차 엔진은 외부 공기를 흡입하여 연료를 연소시키고 (바퀴를 통해) 지면과 반응한다. 따라서 "비추력"을 해석하는 유일한 의미 있는 방법은 "연료 흐름당 추력"으로, 변속기 손실이 있기 때문에 힘이 크랭크축에서 측정되는지 바퀴에서 측정되는지 명시해야 한다. 이러한 측정값은 연비에 해당한다.

### 비행기
공기역학적 맥락에서 자동차와 로켓 모두와 유사점이 있다. 자동차와 마찬가지로 비행기 엔진은 외부 공기를 흡입하지만, 자동차와 달리 엔진을 통과하는 유체(해당하는 경우 프로펠러 포함)에만 반응한다. 따라서 "비추력"을 해석하는 여러 가지 가능한 방법이 있다. 연료 흐름당 추력, 흡입 흐름당 추력, 또는 "터빈 흐름당" 추력(즉, 프로펠러/바이패스 팬을 통과하는 공기는 제외)으로 해석할 수 있다. 흡입된 공기가 직접적인 비용이 아니며, 얼마나 흡입할지에 대한 폭넓은 공학적 여유가 있기 때문에, 산업계는 전통적으로 비용 효율성에 중점을 둔 "연료 흐름당 추력" 해석을 선택한다. 이러한 해석에서 결과적인 비추력 수치는 로켓 엔진보다 훨씬 높지만, 이 비교는 상당히 다르다. 하나는 반응 질량을 포함하고 다른 하나는 포함하지 않는다. 이는 비행기 엔진이 사용하는 공기를 휴대할 필요가 없기 때문에 로켓에 비해 갖는 이점을 보여준다.
모든 종류의 엔진과 마찬가지로 비추력에 영향을 미치는 많은 공학적 선택과 절충이 있다. 비선형 공기 저항과 빠른 연소 속도에서 높은 비추력을 유지할 수 없는 엔진의 능력은 연료 소비율의 제한 요소이다.
로켓 엔진과 마찬가지로 비추력을 "속도"로 해석하는 것은 실제 물리적 배기 속도와 일치하지 않는다. 일반적인 해석에서는 반응 질량의 대부분을 제외하므로, 하류 반응물의 물리적 속도는 Isp가 시사하는 유효 배기 속도보다 훨씬 낮다.

## 일반적인 고려 사항
비추력은 에너지 효율과 혼동해서는 안 된다. 추진 시스템은 높은 비추력을 제공하기 위해 많은 에너지를 필요로 하므로 비추력이 증가함에 따라 에너지 효율은 감소할 수 있다.
비추력을 총 추력과 혼동해서는 안 된다. 추력은 엔진이 공급하는 힘이며 엔진을 통한 추진제 질량 유량에 따라 달라진다. 비추력은 추진제 질량 유량당 추력을 측정한다. 추력과 비추력은 해당 엔진의 설계 및 추진제와 관련되어 있지만, 이 관계는 미묘하다. 대부분의 경우, 높은 추력과 높은 비추력은 상호 배타적인 공학적 목표이다. 예를 들어, LH2/LO2 이중 추진제는 더 높은 Isp를 생성하지만(더 높은 화학 에너지와 더 낮은 배기 분자 질량으로 인해) RP-1/LO2보다 낮은 추력을 생성한다(더 높은 밀도와 추진제 유량으로 인해). 많은 경우, 매우 높은 비추력을 가진 추진 시스템(일부 이온 기관은 화학 엔진보다 25~35배 더 나은 Isp에 도달한다)은 그에 상응하게 낮은 추력을 생성한다.
비추력 계산 시, 표준 해석에서는 사용하기 전에 차량에 탑재된 추진제만 계산된다. 이 사용법은 차량 운행 비용과 가장 잘 일치한다. 화학 로켓의 경우, 비행기나 자동차와 달리 추진제 질량은 연료와 산화제를 모두 포함한다. 어떤 차량이든 비추력 최적화는 일반적으로 전체 성능이나 총 비용 최적화와는 다르다. 로켓 공학에서 더 높은 비추력을 가진 더 무거운 엔진은 더 낮은 비추력을 가진 더 가벼운 엔진보다 고도, 거리 또는 속도를 얻는 데 덜 효과적일 수 있으며, 특히 후자 엔진이 더 높은 추력 대 중량비를 가질 경우 더욱 그렇다. 이것이 대부분의 로켓 설계가 여러 단계를 갖는 중요한 이유이다. 첫 번째 단계는 중력 항력과 공기 항력을 효과적으로 극복하기 위해 높은 추력에 최적화될 수 있으며, 궤도 및 진공에서만 작동하는 후기 단계는 특히 높은 델타 V 궤도의 경우 더 높은 비추력에 더 쉽게 최적화될 수 있다.

### 추진제 양 단위
추진제의 양은 질량 또는 무게 단위로 정의될 수 있다. 질량을 사용하는 경우, 비추력은 질량 단위당 충격량이며, 차원 해석에 따르면 속도 단위와 동일하다. 이 해석은 일반적으로 유효 배기 속도라고 불린다. 힘 기반 단위 시스템을 사용하는 경우, 충격량을 추진제 무게(무게는 힘의 측정값)로 나누어 시간 단위가 된다. 양의 측정값으로서 무게의 문제는 추진제에 가해지는 가속도에 따라 달라지며, 이는 엔진 설계와 관련 없이 임의적이다. 역사적으로 표준 중력은 무게와 질량 간의 참조 변환이었다. 그러나 기술이 발전하여 지구 표면 전체의 중력 변화를 측정할 수 있게 되었고, 그러한 차이가 실제 공학 프로젝트(다른 태양계 물체에서의 과학 프로젝트는 말할 것도 없고)에서 차이를 유발할 수 있는 지점에 이르렀기 때문에, 현대 과학 및 공학은 가속도 의존성을 제거하기 위해 질량을 양의 측정값으로 중점적으로 사용한다. 따라서 추진제 질량을 통해 비추력을 측정하면 해수면의 자동차, 순항 고도의 비행기, 또는 화성 위의 헬리콥터에 대해 동일한 의미를 갖는다.
질량이나 무게를 선택하더라도, 결과적인 "속도" 또는 "시간" 몫은 보통 실제 속도나 시간에 직접적으로 해당하지 않는다. 실제 엔진의 다양한 손실로 인해 실제 배기 속도는 Isp "속도"와 다르다 (그리고 자동차의 경우 "실제 배기 속도"의 합리적인 정의조차 없다). 오히려 비추력은 말 그대로 물리적인 추진제 양(질량이든 무게든)에서 나오는 물리적인 운동량일 뿐이다.

## 단위
|                                                          | 비추력    | 비추력             | 유효 배기 속도    | 비연료 소비량        |
| 무게 기준*                                               | 질량 기준 |                    | 유효 배기 속도    | 비연료 소비량        |
| -------------------------------------------------------- | --------- | ------------------ | ----------------- | -------------------- |
| SI                                                       | = x 초    | = 9.80665·x N·s/kg | = 9.80665·x m/s   | = 101,972/x g/(kN·s) |
| 미국 관습 단위                                           | = x 초    | = x lbf·s/lb       | = 32.17405·x ft/s | = 3,600/x lb/(lbf·h) |
| *아래에서 언급했듯이, x s·g0이 물리적으로 정확할 것이다. |           |                    |                   |                      |

비추력의 가장 일반적인 단위는 초이며, 계산이 SI, 제국 단위계, 또는 미국 단위계로 수행되었는지에 관계없이 값이 동일하다. 거의 모든 제조업체는 엔진 성능을 초 단위로 명시하며, 이 단위는 항공기 엔진 성능을 명시하는 데도 유용하다.
유효 배기 속도를 지정하는 데 미터 매 초를 사용하는 것도 꽤 일반적이다. 이 단위는 로켓 엔진을 설명할 때 직관적이지만, 엔진의 유효 배기 속도는 실제 배기 속도와 상당히 다를 수 있으며, 특히 가스발생기 사이클 엔진의 경우 더욱 그렇다. 공기 흡입 제트 엔진의 경우 유효 배기 속도는 사용된 공기 질량을 고려하지 않지만 (공기는 환경에서 흡입되기 때문), 비교 목적으로 여전히 사용될 수 있다.
미터 매 초는 뉴턴-초/kg (N·s/kg)와 수치적으로 동일하며, 비추력의 SI 측정값은 두 단위 중 어느 것으로도 상호 교환하여 작성할 수 있다. 이 단위는 비추력을 추진제 질량 단위당 충격량으로 정의하는 것을 강조한다.
비연료 소비량은 비추력에 반비례하며 g/(kN·s) 또는 lb/(lbf·h) 단위를 가진다. 비연료 소비량은 공기 흡입 제트 엔진의 성능을 설명하는 데 광범위하게 사용된다.

### 초 단위 비추력
초 단위로 측정되는 비추력은 1킬로그램의 연료가 1킬로그램의 추력을 얼마나 오래 생산할 수 있는지로 생각할 수 있다. 또는 더 정확하게는 주어진 추진제가 주어진 엔진과 결합될 때 자신의 초기 질량을 1g로 얼마나 오랫동안 가속할 수 있는지를 나타낸다. 자신의 질량을 더 오래 가속할수록 전체 시스템에 더 많은 델타-V를 제공한다.
다시 말해, 특정 엔진과 특정 추진제 질량이 주어졌을 때, 비추력은 엔진이 해당 추진제 질량을 완전히 연소할 때까지 얼마나 오랫동안 지속적인 힘(추력)을 가할 수 있는지를 측정한다. 더 에너지 밀도가 높은 추진제는 동일한 힘을 가하면서 엔진에서 연소되는 에너지 밀도가 낮은 추진제보다 더 오래 연소할 수 있다. 동일한 추진제를 연소하는 다른 엔진 설계는 추진제의 에너지를 효과적인 추력으로 전환하는 데 동일하게 효율적이지 않을 수 있다.
모든 차량에 대해 초 단위 비추력(지구상 추진제 중량 단위당 충격량)은 다음 방정식으로 정의할 수 있다.
| {\displaystyle I_{sp}={\frac {F_{avg}}{{\dot {m}}\cdot g_{0}}}} 여기서: - {\displaystyle I_{\text{sp}}}는 비추력(초), - {\displaystyle F_{avg}}는 평균 추력(뉴턴, 킬로그램힘 또는 파운드힘), - {\displaystyle {\dot {m}}}은 추진제의 질량 유량 (kg/s 또는 슬러그/s), - {\displaystyle g_{0}}는 표준 중력 (9.80665 m/s2, 약 32.17405 ft/s2). | {\displaystyle I_{sp}={\frac {I_{total}}{m\cdot g_{0}}}} 여기서: - {\displaystyle I_{\text{sp}}}는 비추력(초), - {\displaystyle I_{total}}은 총 충격량(뉴턴-초, kg·m/s 또는 lbf·s), - {\displaystyle m}은 사용된 추진제의 질량(킬로그램 또는 파운드), - {\displaystyle g_{0}}는 표준 중력 (9.80665 m/s2, 약 32.17405 ft/s2). |

초 단위 Isp는 로켓 엔진이 엔진 추력과 동일한 무게의 추진제가 주어졌을 때 추력을 생성할 수 있는 시간량이다.
이 공식의 장점은 모든 반응 질량을 탑재하는 로켓과 대부분의 반응 질량을 대기에서 가져오는 비행기 모두에 사용될 수 있다는 것이다. 또한, 결과를 시간 단위로 제공하면 SI 단위, 제국 단위, 미국 관습 단위 또는 기타 단위 체계에서의 계산 결과와 쉽게 비교할 수 있다.

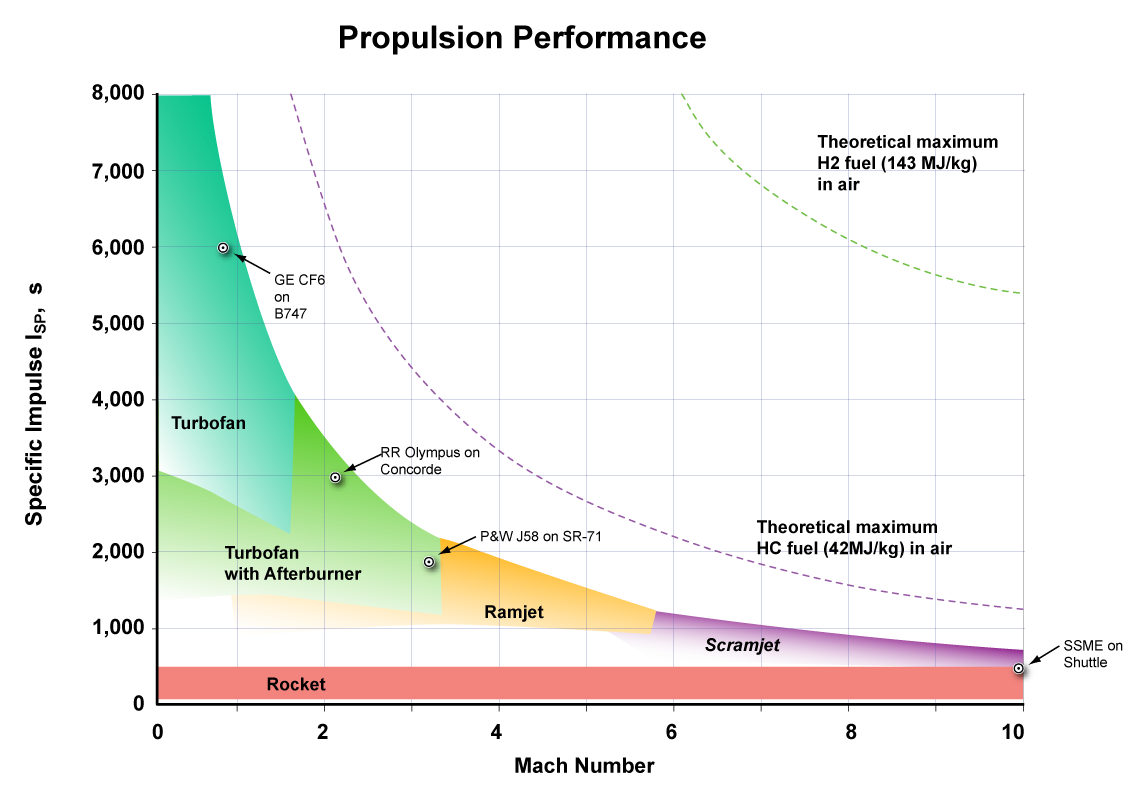
다양한 제트 엔진의 비추력 (SSME는 우주왕복선 메인 엔진)

#### 제국 단위 변환
영국 단위계 파운드 질량은 슬러그보다 더 일반적으로 사용되며, 질량 유량에 초당 파운드를 사용할 때 표준 중력을 파운드힘당 1파운드 질량으로 표현하는 것이 더 편리하다. 이는 32.17405 ft/s2와 동일하지만 더 편리한 단위로 표현된다는 점에 유의해야 한다. 이는 다음과 같다.
{\displaystyle F_{\text{thrust}}=I_{\text{sp}}\cdot {\dot {m}}\cdot \left(1\mathrm {\frac {lbf}{lbm}} \right).}

#### 로켓 공학
로켓 공학에서 유일한 반응 질량은 추진제이므로 비추력은 대안적인 방법을 사용하여 계산되며, 결과는 초 단위로 제공된다. 비추력은 추진제의 지구 중량 단위당 시간에 통합된 추력으로 정의된다.
{\displaystyle I_{\text{sp}}={\frac {v_{\text{e}}}{g_{0}}},}
여기서
- {\displaystyle I_{\text{sp}}}는 초 단위로 측정된 비추력,
- {\displaystyle v_{\text{e}}}는 엔진 축을 따라 평균 배기 속도(m/s 또는 ft/s),
- {\displaystyle g_{0}}는 표준 중력(m/s2 또는 ft/s2).

로켓에서는 대기 효과로 인해 비추력이 고도에 따라 달라지며, 진공에서 최대치에 도달한다. 이는 배기 속도가 단순히 연소실 압력의 함수가 아니라 연소실 내부와 외부의 차이의 함수이기 때문이다. 값은 일반적으로 해수면("sl") 또는 진공("vac") 작동에 대해 제공된다.

### 유효 배기 속도로서의 비추력
비추력 방정식에 g0라는 지구 중심적 요인이 있기 때문에 많은 사람들은 대안적인 정의를 선호한다. 로켓의 비추력은 추진제 단위 질량 유량당 추력으로 정의될 수 있다. 이는 로켓 추진제의 효율성을 정의하는 동일하게 유효한 (그리고 어떤 면에서는 다소 더 간단한) 방법이다. 로켓의 경우 이러한 방식으로 정의된 비추력은 단순히 로켓에 대한 유효 배기 속도 ve이다. "실제 로켓 노즐에서는 배기 속도가 전체 출구 단면에서 실제로 균일하지 않으며 그러한 속도 프로파일을 정확하게 측정하기 어렵다. 모든 계산에 대해 균일한 축 방향 속도 ve가 가정되며, 이는 1차원 문제 설명을 사용한다. 이 유효 배기 속도는 추진제가 로켓 차량에서 배출되는 평균 또는 질량 등가 속도를 나타낸다." 비추력의 두 정의는 서로 비례하며 다음과 같이 관련된다.
{\displaystyle v_{\text{e}}=g_{0}\cdot I_{\text{sp}},}
여기서
- {\displaystyle I_{\text{sp}}}는 초 단위 비추력,
- {\displaystyle v_{\text{e}}}는 m/s로 측정된 비추력이며, 이는 m/s로 측정된 유효 배기 속도와 동일하다 (g가 ft/s2인 경우 ft/s).
- {\displaystyle g_{0}}는 표준 중력, 9.80665 m/s2 (미국 단위계에서는 32.174 ft/s2).

이 방정식은 공기 흡입 제트 엔진에도 유효하지만, 실제로는 거의 사용되지 않는다.
(다른 기호가 때때로 사용될 수 있다는 점에 유의해야 한다. 예를 들어, c는 배기 속도에 대해 때때로 사용된다. {\displaystyle I_{\text{sp}}} 기호가 논리적으로는 (N·s3)/(m·kg) 단위의 비추력에 사용될 수 있지만, 혼동을 피하기 위해 초 단위로 측정된 비추력에 이 기호를 보존하는 것이 바람직하다.)
다음 방정식에 의해 로켓의 추력 또는 전방 힘과 관련된다.
{\displaystyle F_{\text{thrust}}=v_{\text{e}}\cdot {\dot {m}},}
여기서 {\displaystyle {\dot {m}}}은 추진제 질량 유량으로, 차량 질량의 감소율이다.
로켓은 모든 추진제를 자체적으로 운반해야 하므로 연소되지 않은 추진제의 질량은 로켓 자체와 함께 가속되어야 한다. 주어진 속도 변화를 달성하는 데 필요한 추진제 질량을 최소화하는 것은 효과적인 로켓을 만드는 데 중요하다. 치올콥스키 로켓 방정식은 주어진 빈 질량과 주어진 추진제 양을 가진 로켓의 경우, 달성할 수 있는 총 속도 변화가 유효 배기 속도에 비례한다는 것을 보여준다.
추진 장치 없는 우주선은 궤적과 중력장에 의해 결정되는 궤도를 따른다. 해당 속도 패턴으로부터의 편차(이를 Δv라고 함)는 원하는 속도 변화 방향과 반대 방향으로 배기 질량을 방출함으로써 달성된다.

### 실제 배기 속도 대 유효 배기 속도
엔진이 대기 내에서 작동할 때 배기 속도는 대기압에 의해 감소하며, 이는 비추력을 감소시킨다. 이는 유효 배기 속도의 감소이며, 진공 상태에서 달성되는 실제 배기 속도와 대조된다. 가스발생기 사이클 로켓 엔진의 경우, 터보펌프 배기 가스가 별도의 노즐을 통해 배출되므로 두 개 이상의 배기 가스 흐름이 존재한다. 유효 배기 속도를 계산하려면 두 질량 흐름을 평균하고 대기압을 고려해야 한다.
공기 흡입 제트 엔진, 특히 터보팬의 경우 실제 배기 속도와 유효 배기 속도는 자릿수 차이가 난다. 이는 몇 가지 이유로 발생한다. 첫째, 공기를 반응 질량으로 사용하여 추가적인 운동량을 많이 얻기 때문에 배기 가스의 연소 생성물은 연소된 연료보다 질량이 더 많다. 다음으로, 대기 중 불활성 가스는 연소열을 흡수하고, 그 결과 발생하는 팽창을 통해 추가적인 추력을 제공한다. 마지막으로, 터보팬 및 기타 설계의 경우 직접 연소를 보지 않는 흡입 공기를 밀어냄으로써 훨씬 더 많은 추력이 생성된다. 이 모든 것이 결합되어 공기 속도와 배기 속도 간의 더 나은 일치를 가능하게 하여 에너지/추진제를 절약하고 실제 배기 속도를 줄이면서 유효 배기 속도를 엄청나게 증가시킨다. 다시 말하지만, 이는 공기의 질량이 비추력 계산에 포함되지 않아 모든 추력 운동량이 배기 가스의 연료 성분 질량에 귀속되고, 반응 질량, 불활성 가스, 구동 팬이 전체 엔진 효율성에 미치는 영향을 고려하지 않기 때문이다.
본질적으로 엔진 배기 가스의 운동량은 연료 외에 훨씬 더 많은 것을 포함하지만, 비추력 계산은 연료 외에는 모든 것을 무시한다. 공기 흡입 엔진의 유효 배기 속도가 실제 배기 속도와 관련하여 비상식적으로 보일지라도, 이는 여전히 다른 유형의 엔진 간의 절대 연료 효율을 비교하는 데 유용하다.

### 밀도 비추력
관련 측정값인 밀도 비추력(Density specific impulse)은 때때로 밀도 충격량(Density Impulse)이라고도 불리며 일반적으로 Isd로 약칭된다. 이는 주어진 추진제 혼합물의 평균 비중과 비추력의 곱이다. 비추력보다 덜 중요하지만, 발사체 설계에서 중요한 측정값이다. 낮은 비추력은 추진제를 저장하기 위해 더 큰 탱크가 필요하다는 것을 의미하며, 이는 다시 발사체의 질량비에 해로운 영향을 미친다.

### 비연료 소비량
비추력은 비연료 소비량(SFC)에 반비례하며, SFC가 kg/(N·s)일 때 Isp = 1/(go·SFC)이고, SFC가 lb/(lbf·hr)일 때 Isp = 3600/SFC의 관계를 가진다.

## 예시
시간으로 측정되는 비추력의 한 예는 RS-25 엔진이 진공에서 작동할 때 453초이며, 이는 유효 배기 속도 4.440 km/s (14,570 ft/s)와 동일하다. 공기 흡입 제트 엔진은 일반적으로 로켓보다 훨씬 더 큰 비추력을 가진다. 예를 들어 터보팬 제트 엔진은 해수면에서 6,000초 이상의 비추력을 가질 수 있는 반면 로켓은 200~400초 사이이다.
공기 흡입 엔진은 로켓 엔진보다 훨씬 더 연료 효율적인데, 이는 공기가 반응 질량 및 연소 산화제 역할을 하여 추진제로 운반할 필요가 없으며, 실제 배기 속도가 훨씬 낮아 배기 가스가 운반하는 운동 에너지가 낮으므로 제트 엔진이 추력을 생성하는 데 훨씬 적은 에너지를 사용하기 때문이다. 공기 흡입 엔진의 실제 배기 속도는 낮지만, 제트 엔진의 유효 배기 속도는 매우 높다. 이는 유효 배기 속도 계산이 운반된 추진제가 모든 반응 질량과 모든 추력을 제공한다고 가정하기 때문이다. 따라서 유효 배기 속도는 공기 흡입 엔진에 물리적으로 의미가 없지만, 다른 유형의 엔진과 비교하는 데는 유용하다.
로켓 엔진에서 테스트 발사된 화학 추진제 중 가장 높은 비추력은 리튬, 플루오린, 수소의 삼중 추진제로 542 초 (5.32 km/s)였다. 그러나 이 조합은 비실용적이다. 리튬과 플루오린은 모두 극도로 부식성이 강하고, 리튬은 공기와 접촉하면 발화하며, 플루오린은 대부분의 연료와 접촉하면 발화하고, 수소는 자발적 발화는 아니지만 폭발 위험이 있다. 플루오린과 배기 가스 중의 불화수소(HF)는 매우 유독하여 환경에 피해를 주고, 발사대 주변 작업을 어렵게 하며, 발사 허가를 받는 것을 훨씬 더 어렵게 만든다. 로켓 배기 가스는 또한 이온화되어 로켓과의 무선 통신을 방해할 수 있다.
핵열 로켓 엔진은 연소열 대신 외부 핵열원에서 추진제에 에너지를 공급한다는 점에서 기존 로켓 엔진과 다르다. 핵 로켓은 일반적으로 작동하는 핵 반응기를 통해 액체 수소 가스를 통과시켜 작동한다. 1960년대의 시험에서는 약 850초(8,340 m/s)의 비추력을 달성했는데, 이는 우주왕복선 엔진의 약 두 배이다.
이온 기관과 같은 다른 다양한 로켓 추진 방식은 훨씬 더 높은 비추력을 제공하지만, 훨씬 더 낮은 추력을 가진다. 예를 들어 SMART-1 위성의 홀 효과 추력기는 1,640 s (16.1 km/s)의 비추력을 가지지만 최대 추력은 68 mN (0.015 lbf)에 불과하다. 현재 개발 중인 가변 비추력 자기 플라스마 로켓 (VASIMR) 엔진은 이론적으로 20 to 300 km/s (66,000 to 984,000 ft/s)의 비추력과 5.7 N (1.3 lbf)의 최대 추력을 제공할 것이다.

## 같이 보기
- 제트 엔진
- 충격량
- 치올콥스키 로켓 방정식
- 비에너지
- 표준 중력
- 에너지 밀도
- 로켓 연료